# Nazareno Bazán
Nazareno Daniel Bazán Vera (Caseros, Buenos Aires, Argentina; 8 de marzo de 1999) es un futbolista argentino. Se desempeña como delantero y su equipo actual es A. D. Tarma de la Primera División del Perú. Es sobrino del exfutbolista y actual entrenador argentino Daniel Bazán Vera.

## Trayectoria
Hizo su debut profesional el 4 de diciembre de 2017, en el empate en cero frente al Club Atlético Lanús.
Para la temporada 2020 tiene su primera experiencia internacional con Universidad Católica de Ecuador, que disputó la Serie A, la máxima categoría de fútbol de ese país.
En 2023 fichó para el Club Almirante Brown de Isidro Casanova.
En 2024 fue presentado en el Audax Italiano de Chile.

## Selección nacional
En junio de 2017, Bazán fue elegido para ser sparring de la Selección de Fútbol de Argentina en los amistosos en Singapur y Australia.

## Clubes
| Club                 | País      | Año           | Partidos | Goles |
| -------------------- | --------- | ------------- | -------- | ----- |
| Vélez Sarsfield      | Argentina | 2017 - 2019   | 5        | 0     |
| Universidad Católica | Ecuador   | 2020 - 2022   | 27       | 7     |
| Sportivo Luqueño     | Paraguay  | 2021          | 7        | 2     |
| Tristan Suarez       | Argentina | 2022          | 7        | 0     |
| Almirante Brown      | Argentina | 2022-23       | 55       | 10    |
| Nacional             | Paraguay  | 2024          | 11       | 1     |
| Audax Italiano       | Chile     | 2024-presente | 2        | 0     |